# Décès en 1976
Décès
- 1972
- 1973
- 1974
- 1975
- 1976
- 1977
- 1978
- 1979
- 1980

Cet article présente une liste de personnalités mortes au cours de l'année 1976.

Les mois de l'année font également l'objet de listes spécifiques :

## Décès par mois

### Inconnu
- Jean Archimbaud, aquarelliste, peintre, graveur et illustrateur français (° 20 mai 1901).
- André Auclair, peintre, sculpteur, céramiste et graveur français (° 1893).
- Léonide Berman, peintre russe puis soviétique (° 1898).
- Eugène Blot, peintre décorateur, dessinateur, paysagiste, professeur et corniste français (° 17 novembre 1883).
- Carlos Comamala, footballeur espagnol (° 1887).
- Suzanne Daynes-Grassot, peintre et illustratrice française (° 27 avril 1884).
- Henri Dekens, joueur et entraîneur de football belge (° 27 juin 1914).
- Pierre Dionisi, peintre et sculpteur français (° 21 mars 1904).
- Paul Fenasse, peintre français (° 17 août 1899).
- Roger Jénoc, compositeur et chef d'orchestre français (° 7 avril 1891).
- Giuseppe Montanari, peintre italien (° 30 octobre 1889).
- Jesús Villalobos, footballeur péruvien (° 1er juillet 1927).

- Vers 1976 :
  - Hou Yuon, homme politique cambodgien (° 1930).

### Janvier
- 5 janvier : Georges Migot, compositeur français (° 27 février 1891).
- 6 janvier :
  - Óscar Esplá, compositeur espagnol (° 5 août 1886).
  - Henry George, coureur cycliste sur piste belge (° 18 février 1891).
- 8 janvier :
  - Zhou Enlai, premier ministre chinois (° 5 mars 1898).
  - Pierre Jean Jouve, poète et romancier français (° 11 octobre 1887).
- 10 janvier : Howlin' Wolf, bluesman américain (°10 juin 1910).
- 12 janvier : Agatha Christie, femme de lettres britannique (° 15 septembre 1890).
- 14 janvier : Juan d'Arienzo, violoniste et chef d'orchestre de tango argentin (° 14 décembre 1900).
- 16 janvier : Hideichi Yokozeki, cartographe japonais (° 11 novembre 1900).
- 19 janvier : 
  - Sylvère Jezo, coureur cycliste français (° 10 juillet 1913).
  - Hidetsugu Yagi, ingénieur électricien japonais (° 28 janvier 1886).
- 21 janvier :
  - Joseph-Marie Martin, cardinal français, archevêque de Rouen (° 9 août 1891).
  - John Gould Moyer, homme politique américain (° 12 juillet 1893).
- 23 janvier : Paul Robeson, acteur, athlète, chanteur et militant des droits civiques afro-américain (° 9 avril 1898).
- 29 janvier :
  - Jesse Fuller, musicien homme-orchestre américain (° 12 mars 1896).
  - Jack Gwillim, acteur anglais (° 30 novembre 1916).
- 30 janvier : Jean de Gaigneron, peintre français (° 22 février 1890).
- 31 janvier : Fernand Sardou, chansonnier, comédien français, père de Michel Sardou (° 18 septembre 1910).

### Février
- 1er février : Werner Heisenberg, physicien allemand (° 5 décembre 1901).
- 6 février : Vince Guaraldi, pianiste et compositeur de jazz américain (° 17 juillet 1928).
- 4 février : Roger Livesey, acteur britannique (° 25 juin 1906).
- 8 février : Charles Funck-Hellet, médecin, auteur et peintre luxembourgeois-français (° 18 décembre 1883).
- 11 février : Lee J. Cobb, acteur américain (° 8 décembre 1911).
- 12 février : Margarethe Furcht, chimiste austro-britannique (° 10 novembre 1879).
- 13 février : Coghuf, peintre et sculpteur suisse (° 28 octobre 1905).
- 16 février : Giovanni Battista Podestà, céramiste, sculpteur et peintre d'art brut italien  (° 13 février 1895).
- 18 février : Agnès Nanquette, peintre et écrivaine française (° 24 décembre 1923).
- 20 février : René Cassin, juriste français, prix Nobel de la paix 1968 (° 5 octobre 1887).
- 21 février : Domingo Mercante, militaire et homme politique argentin (° 11 juin 1898).
- 27 février : Marcel Parturier, dessinateur et peintre français (° 7 avril 1901).
- 28 février : Zofia Stryjeńska, peintre polonaise (° 13 mai 1891).

### Mars
- 1er mars : Jean Martinon, chef d'orchestre et compositeur français (° 10 janvier 1910).
- 3 mars :
  - François de La Grange, journaliste français (° 20 août 1920).
  - Pierre Molinier, peintre et poète français (° 13 avril 1900).
- 7 mars : Adolphe Reymond, footballeur international suisse (° 4 septembre 1896).
- 8 mars : Giovanni Acanfora, homme politique italien (° 7 avril 1884).
- 15 mars : Georg von Albrecht, compositeur et pianiste allemand (° 19 mars 1891).
- 16 mars : Albert Lilar, homme politique belge (° 21 décembre 1900).
- 17 mars :
  - Manuel de Nóbrega, acteur et homme politique brésilien (° 18 février 1913).
  - Luchino Visconti, réalisateur italien (° 2 novembre 1906).
- 19 mars :
  - Paul Kossoff, musicien britannique, guitariste du groupe Free (° 14 septembre 1950).
  - Henri Saada, peintre franco-tunisien (° 12 mai 1906).
- 20 mars : Trevor Goddard, acteur anglais (° 1er octobre 1914).
- 24 mars : Bernard Montgomery, militaire britannique (° 17 novembre 1887).
- 26 mars :
  - René Lefebvre, homme politique belge (° 8 août 1893).
  - Léon Leyritz, peintre, sculpteur et décorateur français (° 7 janvier 1888).
- 28 mars :
  - Richard Arlen, acteur américain (° 1er septembre 1898).
  - Corrado Cagli, peintre italien (° 23 février 1910).
- 30 mars : Albino Binda, coureur cycliste italien (° 9 avril 1904).

### Avril
- 1er avril :
  - Max Ernst, peintre et sculpteur français d'origine allemande (° 2 avril 1891).
  - Roger Rivière, coureur cycliste français (° 23 février 1936).
- 2 avril : Ray Teal, acteur américain (° 12 janvier 1902).
- 4 avril : Harry Nyquist, scientifique suédois (° 7 février 1889).
- 5 avril :
  - Ruggero Ferrario, coureur cycliste italien (° 7 octobre 1897).
  - Howard Hughes, aviateur américain (° 24 décembre 1905).
- 6 avril : Edgar Mélik, peintre français (° 11 juillet 1904).
- 8 avril :
  - Giuseppe Brotzu, pharmacologue et homme politique italien (° 24 janvier 1895).
  - Tullio Cianetti, homme politique italien (° 20 août 1899).
- 9 avril : Phil Ochs, chanteur folk américain (° 19 décembre 1940).
- 11 avril : Liam Dunn, acteur américain (° 12 novembre 1916).
- 12 avril : Eugène-Nestor de Kermadec, peintre abstrait français (° 21 mai 1899).
- 14 avril :
  - Gustave Danneels, coureur cycliste belge (° 6 septembre 1913).
  - Robert Fonta, peintre, dessinateur et graveur français (° 29 octobre 1922).
- 17 avril : Jean-Jacques Gailliard, peintre belge (° 22 novembre 1890).
- 18 avril : Winston Simon, musicien trinidadien spécialiste de steel drum (° 1930).
- 22 avril : Jeanne Mammen, peintre et dessinatrice allemande (° 21 novembre 1890).
- 23 avril : Ferdinand Le Drogo, coureur cycliste français (° 10 octobre 1903).
- 24 avril : Hélier Cosson, peintre et illustrateur français  (° 3 avril 1897).
- 25 avril : Markus Reiner, ingénieur israélien (° 5 janvier 1886).
- 26 avril : 
  - Benita Koch-Otte, tisserande et designer textile allemande (° 23 mai 1892).
  - Sidney Franklin, matador américain (° 11 juillet 1905).

### Mai
- 3 mai : David Bruce, acteur américain (° 6 novembre 1914).
- 4 mai : Henri Bosco, écrivain français (° 16 novembre 1888).
- 7 mai : Pei Te Hurinui Jones, écrivain néo-zélandais (° 9 septembre 1898).
- 7 mai ou  8 mai : Alan Baxter, acteur américain (° 19 novembre 1908).
- 8 mai : Valentino Bucchi, compositeur et enseignant italien (° 29 novembre 1916).
- 9 mai :
  - Raymond Chevreuille, compositeur et ingénieur du son belge (° 17 novembre 1901).
  - Ulrike Meinhof, journaliste allemande, une des dirigeantes de la Fraction armée rouge (° 7 octobre 1934).
- 10 mai : George Curzon, acteur anglais (° 18 octobre 1898).
- 11 mai :
  - Alvar Aalto, architecte et designer finlandais (° 3 février 1898).
  - Camille Schmit, compositeur belge (° 30 mars 1908).
- 12 mai : Jaroslav Serpan, peintre et sculpteur franco-tchèque (° 4 juin 1922).
- 14 mai : Keith Relf, chanteur et harmoniciste du groupe de rock britannique The Yardbirds (° 22 mars 1943).
- 21 mai : Juan Manuel Santisteban, coureur cycliste espagnol (° 25 octobre 1944).
- 22 mai : Elwood Bredell, directeur de la photographie, photographe de plateau et acteur anglais (° 6 août 1884).
- 26 mai : Martin Heidegger, philosophe allemand (° 26 septembre 1889).
- 31 mai : 
  - Ivan Maksimenko, botaniste soviétique (° 23 février 1907).
  - Jacques Monod, biologiste et biochimiste français (° 9 février 1910).

### Juin
- 4 juin : Walter Geering, juriste suisse (° 8 novembre 1890).
- 5 juin : 
  - Oscar Ivanissevich, chirurgien, footballeur et homme politique argentin (° 5 août 1895).
  - Maurice Scott, avocat et homme politique fidjien (° 23 juillet 1910).
- 6 juin : Victor Varconi, acteur hongrois naturalisé américain (° 31 mars 1891).
- 7 juin : André-Léon Vivrel, peintre et dessinateur français (° 8 octobre 1886).
- 10 juin : John Whitmore Horsman, homme politique canadien (° 24 septembre 1888).
- 17 juin : Richard Casey, homme politique et diplomate britannique puis australien (° 29 août 1890).
- 18 juin : Sinn Sisamouth, chanteur cambodgien (° 23 août 1932).
- 25 juin : Johnny Mercer, Auteur-compositeur-interprète américain (° 18 novembre 1909).
- 27 juin : Albert Dubout, dessinateur humoristique, affichiste, cinéaste et peintre français (° 15 mai 1905).
- 30 juin :
  - Gilbert Desmet, coureur cycliste belge (° 17 octobre 1910).
  - Armand Nakache, peintre, graveur et illustrateur français (° 11 janvier 1894).
  - Marguerite Roesgen-Champion, compositrice, pianiste et claveciniste suisse (° 25 janvier 1894).

### Juillet
- 1er juillet : Nicolas Poliakoff, peintre russe naturalisé français (° 22 juillet 1899).
- 3 juillet :
  - Guy Montis, peintre français (° 26 septembre 1918).
  - André Regagnon, peintre français (° 12 novembre 1902).
- 10 juillet :
  - Roberta González, peintre et sculptrice française (° 13 septembre 1909).
  - Mike Pratt, acteur anglais (° 7 juin 1931).
- 13 juillet :
  - Max Butting, compositeur allemand (° 6 octobre 1888).
  - Jesús Rubio García-Mina, juriste, haut fonctionnaire, professeur d'université, académicien et homme politique espagnol (° 15 août 1908).
- 16 juillet :
  - Fernand Canteloube, coureur cycliste français (° 3 août 1900).
  - Carlo Suarès, écrivain, peintre et cabaliste français (° 12 mai 1892).
- 17 juillet :
  - Grit Kallin-Fischer, photographe, peintre, sculptrice et graphiste allemande (° 1897).
  - Aristiliano Ramos, homme politique brésilien (° 10 mai 1888).
- 19 juillet : Henri Catargi, peintre roumain (° 6 décembre 1894).
- 22 juillet : Pierre Fossey, peintre et illustrateur français (° 23 novembre 1901).
- 23 juillet :
  - Paul Morand, écrivain français (° 13 mars 1888).
  - Thomas Burn : Footballeur international anglais. (° 29 novembre 1888).
- 24 juillet : Afro Basaldella, peintre italien (° 4 mars 1912).
- 25 juillet : Roland Terrier, capitaine au long cours, compagnon de la Libération (° 8 juillet 1917).
- 26 juillet : Nikolaï Nossov, écrivain soviétique (° 23 novembre 1908).
- 28 juillet : René Thomsen, peintre et graveur français (° 20 juillet 1897).

### Août
- 2 août :
  - Fritz Lang, réalisateur et scénariste allemand (° 5 décembre 1890).
  - Charles Moureaux, homme politique belge (° 4 juin 1902).
- 3 août : Olimpio Bizzi, coureur cycliste italien (° 1er août 1916).
- 5 août : Voltolino Fontani, peintre italien (° 11 février 1920).
- 6 août : Gregor Piatigorsky, violoncelliste russe puis soviétique  naturalisé américain (° 17 avril 1903).
- 7 août : Léonce Dussarrat, résistant français connu sous le nom de Léonce Dussarrat (° 26 juillet 1904).
- 10 août : Fernand Dehousse, homme politique belge (° 3 juillet 1906).
- 15 août : Harry C. Ingles, militaire américain (° 12 mars 1888).
- 22 août :
  - Louis Delvaux, homme politique, avocat et juge belge (° 21 octobre 1895).
  - André Lanskoy, peintre russe (° 31 mars 1902).
- 26 août : Warner Anderson, acteur américain (° 10 mars 1911).
- 27 août : Joseph Klein, maire de Kutzenhausen (Bas-Rhin) en 1945 (° 30 avril 1912)[1].

### Septembre
- 4 septembre : Ceferino Cella, footballeur espagnol (° 25 juin 1902).
- 7 septembre :
  - Louis Brauquier, écrivain, poète et peintre français (° 14 août 1900).
  - Marc Sterling, peintre français d'origine russe (° 15 juillet 1895).
- 9 septembre : Mao Tsé Toung en Chine (° 26 décembre 1893).
- 10 septembre : Dalton Trumbo, scénariste et réalisateur américain (° 9 décembre 1905).
- 15 septembre : Dahmane Ben Achour, musicien algérien (° 11 mars 1912).
- 19 septembre : Choi Yong-kun, homme d'État nord-coréen (° 21 juin 1900).
- 24 septembre :
  - Pierre Bourgeois, agent artistique, industriel, producteur de musique et producteur de télévision (° 25 juin 1904).
  - Rémyne Desruelles, peintre française (° 16 août 1904).
  - Achille Souchard, coureur cycliste français (° 17 mai 1900).
- 25 septembre : Émile Simon, peintre français (° 28 février 1890).
- 26 septembre : Leland Benham, acteur américain (° 20 septembre 1905).
- 30 septembre :
  - Aage Fønss, acteur et chanteur d'opéra danois (° 12 décembre 1887).
  - Louis Fourestier, violoncelliste, chef d'orchestre et compositeur français (° 31 mai 1892).

### Octobre
- 5 octobre : Jacques Boullaire, dessinateur, graveur et peintre français (° 20 décembre 1893).
- 8 octobre : Franklin Lucero, militaire, diplomate et homme politique argentin (° 11 septembre 1897).
- 12 octobre :
  - Jean Désiré Bascoulès, peintre français (° 19 août 1886).
  - Eugène Corneau, peintre et graveur français (° 18 juin 1894).
  - Tuure Lehén, homme politique communiste, philosophe, journaliste et historien finlandais puis soviétique (° 28 avril 1893).
- 14 octobre : Maurice Mareels, peintre belge (° 9 février 1893).
- 16 octobre : Rosane Kaingang, activiste indigène brésilienne (° ?).
- 17 octobre : Radoslav Ostrovski, homme politique russe puis soviétique (° 25 octobre 1887).
- 20 octobre : Janusz Grabiański, illustrateur polonais (° 27 juillet 1929).
- 21 octobre : Camille Foucaux, coureur cycliste français spécialiste du cyclo-cross (° 22 avril 1907).
- 24 octobre : Helen Gaige, zoologiste américaine (° 24 novembre 1890).
- 25 octobre : Raymond Queneau, écrivain et poète français (° 21 février 1903).
- 26 octobre : Deryck Cooke, musicologue et musicien britannique (° 14 septembre 1919).
- 31 octobre : Eileen Gray, conceptrice de mobilier irlandaise (° 9 août 1878).

### Novembre
- 1er novembre : Oscar Beregi, Jr., acteur américain d'origine hongroise (° 12 mai 1918).
- 4 novembre :
  - : Yanette Delétang-Tardif, traductrice, poétesse et peintre française (° 18 juin 1902).
  - : Henri Mabille, militaire et personnalité centrafricaine (° 25 septembre 1902).
- 5 novembre : Franciszek Szymczyk, coureur cycliste sur piste polonais (° 21 février 1892).
- 7 novembre :  Tatiana Gnédich, traductrice et poétesse russe (° janvier 1907)
- 9 novembre : Öyvind Fahlström, peintre, écrivain et poète suédois (° 28 décembre 1928).
- 11 novembre : Alexander Calder, sculpteur américain (° 22 juillet 1898).
- 15 novembre : Jean Gabin, acteur français (° 17 mai 1904).
- 18 novembre :
  - René Quentier, footballeur français (° 20 juin 1903)[2].
  - Man Ray, photographe et peintre américain (° 27 août 1890).
- 20 novembre : Tetsuro Komai, peintre graveur et illustrateur japonais (° 14 juin 1920).
- 22 novembre :
  - Peter Birkhäuser, affichiste, portraitiste et peintre visionnaire suisse (° 7 juin 1911).
  - Rupert Davies, acteur anglais (° 22 mai 1916).
  - Alejandro Rodríguez de Valcárcel, homme politique espagnol (° 25 décembre 1917).
- 23 novembre : André Malraux, écrivain français (° 3 novembre 1901).
- 28 novembre : Rosalind Russell, actrice américaine (° 4 juin 1907).
- 30 novembre : André Collot, peintre, graveur et illustrateur français (° 27 juin 1897).

### Décembre
- 2 décembre :
  - Alfredo Dinale, coureur cycliste italien (° 11 mars 1900).
  - Marcel Montreuil, peintre français (° 8 juin 1894).
- 4 décembre : 
  - Benjamin Britten, compositeur britannique (° 22 novembre 1913).
  - Tommy Bolin, guitariste du groupe de rock britannique Deep Purple (° 1er août 1951).
- 12 décembre : Jack Cassidy, acteur américain (° 5 mars)
- 13 décembre : Vladas Jakubėnas, compositeur, pianiste, critique musical et musicologue lituanien (° 15 mai 1904).
- 16 décembre : Amedeo Bocchi, peintre italien (° 24 août 1883).
- 17 décembre : Kurt Jung-Alsen, réalisateur et scénariste allemand (° 18 juin 1915).
- 20 décembre : Walter Fitzgerald, acteur anglais (° 18 mai 1896).
- 21 décembre : Orazio Fiume, compositeur italien (° 16 janvier 1908).
- 24 décembre : Jean de Broglie, homme politique français (° 21 juin 1921).
- 25 décembre :
  - Günther Arndt, chef de chœur allemand (° 1er avril 1907).
  - Frankie Darro, acteur américain (° 22 décembre 1917).
- 31 décembre : Judith Westphalen, peintre péruvienne (° 2 juin 1922).

### Date précise inconnue
- Emmy Leuze-Hirschfeld, peintre française (° 4 décembre 1884).
- Pierre-Faustin Maleombho, homme politique centrafricain (° 11 juillet 1926).
- Félix Lancís Sánchez, médecin et homme politique cubain (° 20 novembre 1900).